# Audio (canção)
"Audio" é uma canção de LSD, um projeto colaborativo composto pelo músico inglês Labrinth, pela cantora australiana Sia e o DJ/produtor norte-americano Diplo. O seu lançamento ocorreu a 10 de maio de 2018, através da Columbia Records, marcando o segundo single do grupo após "Genius". 

## Faixas e formatos
| Descarga digital |                                                       |         |  |
| N.º              | Título                                                | Duração |  |
| 1.               | "Audio" (com a participação de Sia, Diplo e Labrinth) | 3:23    |  |

## Desempenho comercial

### Posições nas tabelas musicais
| Tabela musical (2018)                | Melhor posição |
| ------------------------------------ | -------------- |
| Austrália - ARIA Singles Chart       | 91             |
| Bélgica - Ultratip (Valónia)         | 23             |
| Eslováquia - Singles Digitál Top 100 | 47             |
| França - SNEP                        | 35             |
| Hungria - Stream Top 40              | 30             |
| Irlanda - Top 100 Singles            | 98             |
| Noruega - VG-lista                   | 22             |
| Nova Zelândia - NZ Heatseekers       | 4              |
| Países Baixos - Mega Single Top 100  | 71             |
| Portugal - AFP                       | 94             |
| Reino Unido - UK Singles Chart       | 87             |
| Chéquia - Singles Digitál Top 100    | 47             |
| Suécia - Sverigetopplistan           | 69             |
| Suíça - Schweizer Hitparade          | 75             |

### Certificações
| País      | Provedor | Certificação |
| --------- | -------- | ------------ |
| Austrália | ARIA     | Ouro         |
| França    | SNEP     | Ouro         |